# Noche de la Edición

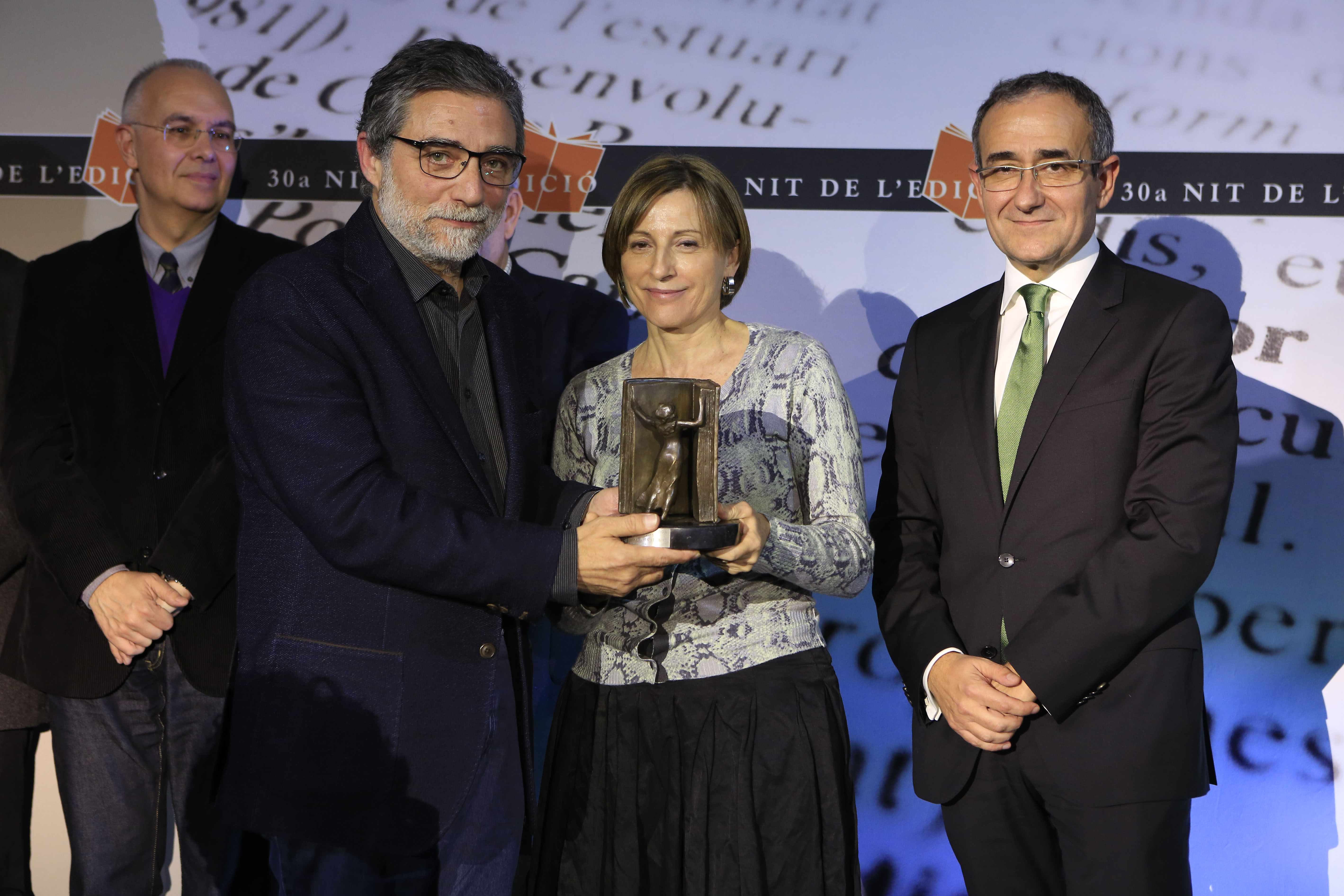
Entrega del Premio Atlántida a Jaume Plensa, en la Noche de la Edición de 2016

La "Noche de la Edición" es un acontecimiento editorial celebrado desde 1985, y organizado por el Gremio de Editores de Cataluña normalmente el mes de diciembre en la ciudad de Barcelona, en el que aglutina el mundo editorial catalán y otorga diferentes premios a entidades , empresas y personas del sector que se han distinguido por varios aspectos. Los principales premios que se otorgan durante la Noche de la Edición son:
- El Premio Atlántida: otorgado directamente por el Gremio de Editores de Cataluña, el galardón pretende distinguir una personalidad por su contribución al fomento de la lectura y del mundo del libro en general. Desde la primera convocatoria, en 1986, el Premio Atlántida ha recaído en personalidades como Václav Havel, Jacques Santer, Viviane Reding, Fabián Estapé, José Manuel Blecua, Javier Solana, Jordi Savall, Joan Manuel Serrat y Jaume Plensa, entre otros. El 19 de diciembre de 2016 se celebró la última edición del Premio Atlántida, que fue otorgado a Isabel Coixet; haciendo un reconocimiento especial a la Editorial Blume, por sus 50 años de actividad editorial continuada, y a Larousse Editorial, M. Moleiro Editor y Tritón Ediciones por su 25 aniversario.
- El Memorial Fernando Lara: otorgado por la Cámara del Libro de Cataluña, galardona anualmente la labor de un joven emprendedor en el mundo editorial.
- Premio de Traducción Ángel Crespo: otorgado conjuntamente por la Asociación Colegial de Escritores de Cataluña y el Gremio de Editores de Cataluña, a un traductor que haya destacado por su trayectoria.
- Premios de reconocimiento especial: El Gremio de Editores aprovecha la Noche de la Edición para reconocer la labor de empresas, personas o entidades que durante ese año hayan destacado por alguna razón especial o celebren algún aniversario.